# Blauwrughoningvogel
De blauwrughoningvogel (Prionochilus percussus) is een zangvogel uit de familie Dicaeidae (bastaardhoningvogels).

## Verspreiding en leefgebied
Deze soort telt 3 ondersoorten:
- P. p. ignicapilla: Maleisië, Sumatra en Borneo.
- P. p. percussus: Java.
- P. p. regulus: Batu (nabij westelijk Sumatra).